# Омар Мармуш
Омар Мармуш (араб. عمر مرموش, нар. 7 лютого 1999, Каїр) — єгипетський футболіст, центральний нападник англійського клубу «Манчестер Сіті» та національної збірної Єгипту.
Грав за «Вольфсбург», «Айнтрахт» та молодіжну збірну Єгипту.

## Клубна кар'єра
Народився 7 лютого 1999 року. Вихованець юнацьких команд футбольного клубу «Ваді Дегла». 2016 року дебютував в іграх головної команди клубу.
Був помічений скаутами німецького «Вольфсбурга», до якого перебрався у 2017 році та де почав грати за другу команду клубу в Регіоналлізі.

### «Вольфсбург»
2020 року дебютував за головну команду «Вольфсбурга» в матчах Бундесліги.

### «Айнтрахт»
15 травня 2023 року франкфуртський "Айнтрахт" оголосив про підписання контракту з Омаром Мармушем до літа 2027 року.

### «Манчестер Сіті»
У січні 2025 року перейшов до «Манчестер Сіті», підписавши контракт до літа 2029 року.

## Виступи за збірну
2017 року залучався до складу молодіжної збірної Єгипту. Зіграв у двох офіційних матчах в рамках тогорічного розіграшу юнацького (U-20) чемпіонату Африки.
У складі національної збірної Єгипту Омар Мармуш брав участь у Кубку африканських націй 2023
| Дата       | Місто       | Господарі    | Результат             | Гості   | Турнір                                      | Голи | Примітки |
| ---------- | ----------- | ------------ | --------------------- | ------- | ------------------------------------------- | ---- | -------- |
| 8-10-2021  | Александрія | Єгипет       | 1 – 0                 | Лівія   | Відбір до ЧС 2022                           | 1    | 77'      |
| 11-10-2021 | Бенгазі     | Лівія        | 0 – 3                 | Єгипет  | Відбір до ЧС 2022                           | -    | 64'      |
| 11-1-2022  | Гаруа       | Нігерія      | 1 – 0                 | Єгипет  | Кубок африканських націй 2021 - 1-й етап    | -    |          |
| 15-1-2022  | Гаруа       | Гвінея-Бісау | 0 – 1                 | Єгипет  | Кубок африканських націй 2021 - 1-й етап    | -    | 78'      |
| 19-1-2022  | Яунде       | Єгипет       | 1 – 0                 | Судан   | Кубок африканських націй 2021 - 1-й етап    | -    | 66'      |
| 26-1-2022  | Дуала       | Кот-д'Івуар  | 0 – 0 д.ч. (4-5 п.п.) | Єгипет  | Кубок африканських націй 2021 - 1/8 фіналу  | -    | 71'      |
| 30-1-2022  | Яунде       | Єгипет       | 2 – 1 д.ч.            | Марокко | Кубок африканських націй 2021 - чвертьфінал | -    | 80'      |
| 3-2-2022   | Яунде       | Камерун      | 0 – 0 д.ч. (1-3 п.п.) | Єгипет  | Кубок африканських націй 2021 - півфінал    | -    | 63'      |
| 6-2-2022   | Яунде       | Сенегал      | 0 – 0 д.ч. (4-2 п.п.) | Єгипет  | Кубок африканських націй 2021 - фінал       | -    | 59'      |
| 25-3-2022  | Каїр        | Єгипет       | 1 – 0                 | Сенегал | Відбір до ЧС 2022                           | -    | 72'      |
| 29-3-2022  | Дакар       | Сенегал      | 1 – 0 д.ч. (3-1 п.п.) | Єгипет  | Відбір до ЧС 2022                           | -    | 70'      |
| 5-6-2022   | Каїр        | Єгипет       | 1 – 0                 | Гвінея  | Відбір до Кубка африканських націй 2023     | -    | 74'      |
| 9-6-2022   | Лілонгве    | Ефіопія      | 2 – 0                 | Єгипет  | Відбір до Кубка африканських націй 2023     | -    | 87'      |
| 23-9-2022  | Александрія | Єгипет       | 3 – 0                 | Нігер   | товариський матч                            | -    | 74'      |
| 27-9-2022  | Александрія | Єгипет       | 3 – 0                 | Ліберія | товариський матч                            | 1    |          |
| 24-3-2023  | Каїр        | Єгипет       | 2 – 0                 | Малаві  | Відбір до Кубка африканських націй 2023     | 1    | 81'      |
| 28-3-2023  | Лілонгве    | Малаві       | 0 – 4                 | Єгипет  | Відбір до Кубка африканських націй 2023     | 1    | 49' 70'  |
| 14-6-2023  | Марракеш    | Гвінея       | 1 – 2                 | Єгипет  | Відбір до Кубка африканських націй 2023     | -    | 10'      |
| Усього     |             | Матчів       | 18                    |         | Голів                                       | 4    |          |

## Титули та досягнення
- Срібний призер Кубка африканських націй: 2021